# St. Pölten Hauptbahnhof
St. Pölten Hauptbahnhof – stacja kolejowa w St. Pölten, w kraju związkowym Dolna Austria, w Austrii. Została zbudowana w 1858 roku na Westbahn. Stacja jest jednym z zachodnich krańców Verkehrsverbund Ost-Region (VOR). Jest ważną stacją węzłową. Codzienne obsługuje 25 000 pasażerów.

## Historia
Po rozpoczęciu budowy Kaiserin-Elisabeth-Westbahn w 1851, 9 września 1856 dokonano uroczystego otwarcia dworca kolejowego St Pölten. Budowa stacji oznaczała przebudowę okolicy. Pierwsza brama Kremsertor musiała ustąpić miejsca stacji kolejowej, by wkrótce wyburzyć całe mury miejskie. W ich miejscu obecnie znajduje się deptak. 1877 została otwarta linia kolejowa Leobersdorf – Kaumberg – St Pölten (Traisentalbahn), osiem lat później, linie do Krems i Tulln. Po uruchomieniu innych linii budynek dworca stał się zbyt mały, dlatego w 1887 został wybudowany nowy dworzec na Kremser Landstraße. Od 1907 roku stacja jest punktem wyjścia linii wąskotorowej Mariazellerbahn, od 1911 roku zelektryfikowanej. W 1911 stacja uzyskała połączenie tramwajowe. Stacja była kilkakrotnie przebudowywana na przestrzeni lat. Oprócz dużej ilości zmian do 1889 roku, po atakach bombowych w kwietniu 1945 roku, zaledwie odnowiony. W latach 1965–1969 zachodnia część dworca została odnowiona i zastąpiona nowym funkcjonalnym budynkiem, który istnieje do dzisiaj.

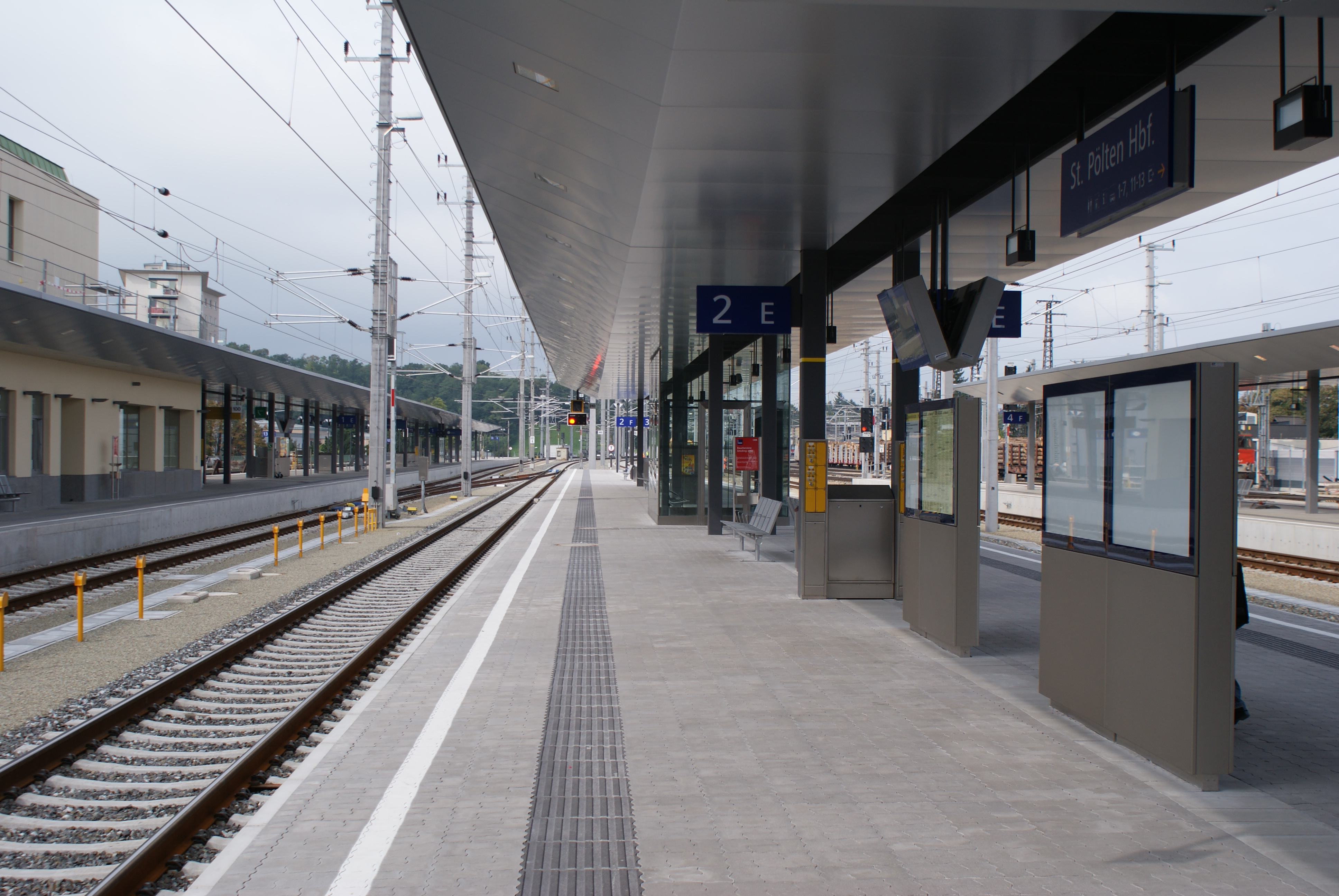
Nowy peron

Między 2006 a grudniem 2011, w ramach programu przebudowy głównych dworców kolejowych, dworzec zostanie przebudowany za kwotę 190 mln euro. W rezultacie powstał nowy centralny pasaż na Kremser Landstraße, a perony zostały przebudowane. Wybudowano również nowe przejście podziemne. Nowy budynek dworca został otwarty 10 września 2010. Całość prac ma zostać zakończona w 2011.